# Acvaristică
Acvaristica sau acvariologia este știința care se ocupă cu studiul unui mediu, izolat de mediul natural din care provine. Un caz particular este mediul acvatic terestru care este studiat într-un acvariu (de unde vine și numele științei!).  Principalele animale prezente într-un acvariu sunt peștii exotici, care au fost inițial capturați din mediul lor de viața, salbatic, dar după acomodări și reproduceri succesive numeroase specii sunt comercializate având originea tot în acvariu. Pe langă pești de acvariu mai pot exista si moluște, melci de acvariu, care ajută la menținerea echilibrului acvariului consumând resturile alimentare și algele. Oxigenul poate fi furnizat de plante de acvariu, dacă acestea sunt în număr destul de mare, dar se poate atașa și o pompa de aer care să dizolve oxigen atmosferic în apa din acvariu.
Acvaristica este o ramură a acvaculturii, practicabilă într-un mediu protejat, care se ocupă cu descrierea, creșterea, reproducerea și valorificarea unor specii de pești și a plantelor compatibile acestora.